# Zachariasz Kieński

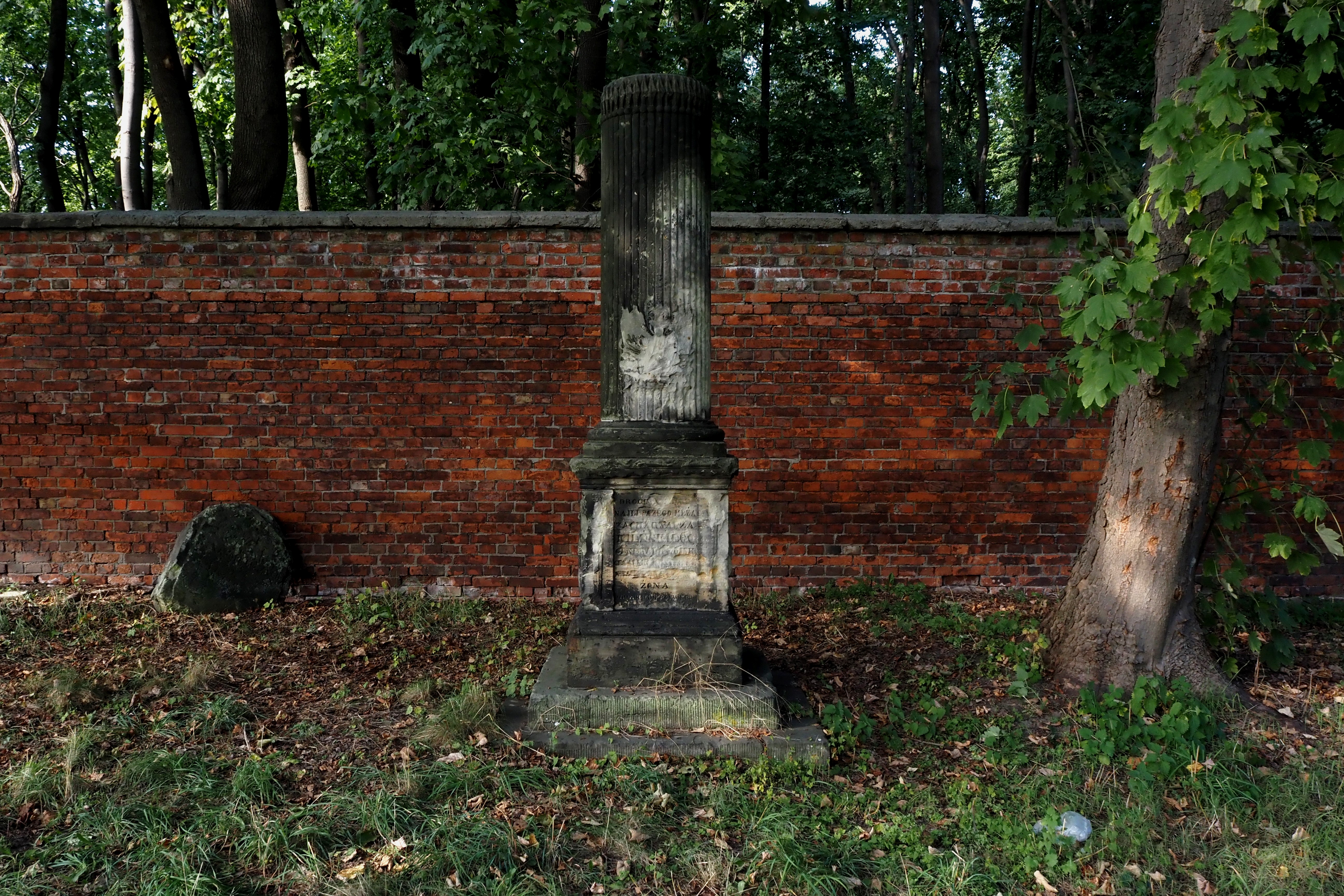
Grób gen. Zachariasza Kieńskiego na Muzułmańskim Cmentarzu Kaukaskim w Warszawie

Zachariasz Kieński (ur. ?, zm. 1857) – generał major wojsk rosyjsko-carskich. 
Zmarł w Pizie w Toskanii. Został pochowany na Muzułmańskim Cmentarzu Kaukaskim w Warszawie. Jego grób zdobi wysoka piaskowcowa kolumna na cokole ozdobiona tamagą. W tym samym grobie spoczywa jego żona Wilhelmina z Pahlenów Kieńska.